# Manuel José de Freitas Travassos
Manuel José de Freitas Travassos (Porto Alegre, 8 de julho de 1812 — Niterói, 24 de agosto de 1885) foi um magistrado e político brasileiro.
Foi bacharel em Ciências Jurídicas e Sociais pela Faculdade de Direito de São Paulo, em 11 de novembro de 1834.
Foi suplente convocado na 1ª Legislatura da Assembleia Legislativa Provincial do Rio Grande do Sul.
Foi 3º vice-presidente da província do Rio Grande do Sul, nomeado por carta imperial de 1 de outubro de 1841. Foi nomeado também 1º vice-presidente da província do Rio de Janeiro, nomeado por carta imperial de 3 de maio de 1870, assumindo a presidência interina de 15 de março a 15 de abril de 1871. Foi então presidente efetivo da mesma província, de 20 de março de 1873 a 26 de setembro de 1874.
Foi magistrado, chefe de polícia e ministro do Supremo Tribunal de Justiça.